# Trollsjön, Värmland
Trollsjön är en sjö i Karlstads kommun i Värmland och ingår i Göta älvs huvudavrinningsområde.